# 위성 목록 번호
위성 목록 번호(영어: Satellite Catalog Number, SATCAT)은 미국 우주 사령부(United States Space Command)에서 지구궤도를 회전하는 모든 인공위성들에게 부여한 5개의 연속적인 숫자로, 인공위성들을 구분하기 위해 만들어졌다. 북미 항공 우주 방위 사령부 번호목록(NORAD Catalog Number), 미국 항공우주국 번호목록(NASA Catalog Number), 아니면 단순하게 번호목록(Catalog Number) 등등으로 불리기도 했다. 미국 우주 사령부 전에는 북미 항공 우주 방위 사령부에서 이 작업을 담당하였다. 위성번호 00001로써 위성번호를 최초로 받은 것은 스푸트니크 1호를 쏘아올린 로켓의 마지막 부분이다.
미국 우주과학 데이터센터(National Space Science Data Center)에서 2012년 12월에 작성한 NSSDC 고급 목록(NSSDC Master Catalog)에는 1957년부터 발사된 6,916개의 인공위성들이 실려있고, 가장 최근에 것은 2012년 12월 12일 북한에서 발사된 광명성 3호 2호기이다.

## 같이 보기
- 국제 식별번호